# Ephraim Gottlieb Krüger

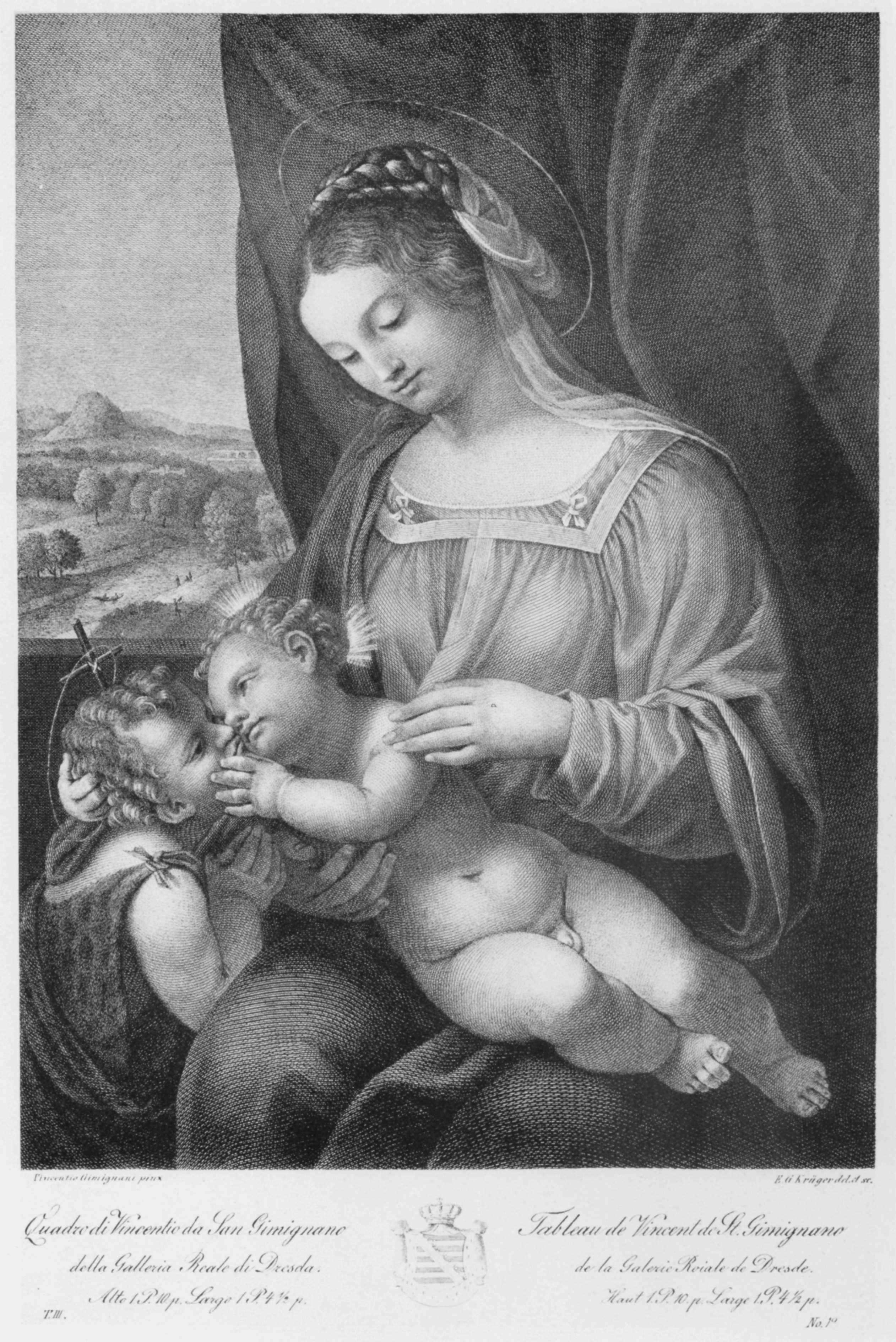
Stich von Ephraim Gottlieb Krüger, Maria mit dem Kind und dem kleinen Johannes nach Lorenzo Lottos Gemälde von 1518

Ephraim Gottlieb Krüger (geboren am 20. Juli 1756 in Dresden; gestorben am 9. Januar 1834 in Dresden) war ein sächsischer Kupferstecher und Professor an der Dresdner Kunstakademie.
Ephraim Gottlieb Krüger war der Spross einer seit dem frühen 18. Jahrhundert in Dresden tätigen Künstlerfamilie. Bereits im elften Lebensjahr begann er seine Ausbildung an der wenige Jahre zuvor gegründeten Dresdner Kunstakademie. Der erste Direktor der Akademie, Charles Hutin, unterwies ihn im Zeichnen, ebenso der italienische Maler und Zeichner Giovanni Battista Casanova, Mitbegründer und ab 1776 Direktor der Akademie. Auch zählte Johann Eleazar Zeissig, genannt Schenau, zu seinen Zeichenlehrern. Die Kunst des Stechens erlernte er bei dem Italiener Giuseppe Camerata (1718–1803), Miniaturist und Kupferstecher für den sächsischen Hof, dann Professor an der Akademie.
Aufgrund seines Talentes und seiner Kunstfertigkeit erhielt Ephraim Gottlieb Krüger im Jahr 1789 eine akademische Pension. Im Jahr 1803 wurde er zum Mitglied der Dresdner Akademie, 1815 zu deren außerordentlichem Professor ernannt. Er war Mitglied der Dresdner Freimaurerloge Zum goldenen Apfel.
Der Entwicklung der Kupferstecherkunst an der Wende zum 19. Jahrhundert folgend, kombinierte Krüger in seinen Stichen die Technik des Radierens und Ätzens größerer Flächen mit der Nachbearbeitung mittels des Grabstichels. Das Ergebnis seiner Arbeit war beliebt und er trug zur Illustration zahlreicher Bücher seiner Zeit bei. Seine Stiche finden sich in August Gottlieb Meißners Skizzen, einer Sammlung von 50 Kriminalgeschichten, und in dessen historischen Roman Alcibiades, für den er den Eingangsstich nach einer Zeichnung seines Lehrers Schenau anfertigte. Für Friedrich Christian Schlenkerts Romane lieferte er ebenso die Illustrationen wie für die Moralische Bilderbibel von Kaspar Friedrich Lossius oder dessen Historischen Bildersaal. Seine Stiche sind ebenfalls in den Briefen über die Kunst an eine Freundinn von Joseph Friedrich zu Racknitz und in Göschens Prachtausgabe der Werke von Christoph Martin Wieland aus den Jahren 1794–1802 aufgenommen worden. Wilhelm Gottlieb Beckers Augusteum zu den antiken Denkmälern Dresdens enthält 28 Blätter Krügers nach Stücken aus der Mengs’schen Abguss-Sammlung, die Anton Raphael Mengs zu Studienzwecken angelegt hatte und die Kurfürst Friedrich August I. 1782 aus dessen Nachlass erworben hatte.
Auch im Ausland wurden seine Stiche geschätzt und er erhielt für das großangelegte Tafelwerk zum Louvre, damals Musée Napoléon, Aufträge von den Herausgebern Louis Robillard-Péronville und Pierre Laurent.